# Ferdinand Helanus Kahn

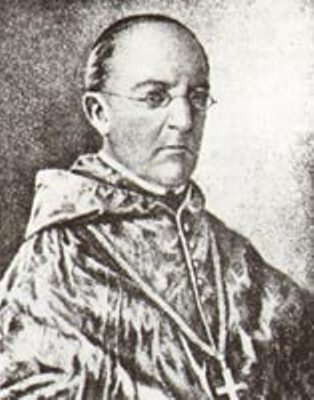
Ferdinand Helanus Kahn

Ferdinand Helanus Kahn OP (* 17. August 1788 in Galizien; † 6. Oktoberjul. / 18. Oktober 1864greg. in Saratow) war ein österreichischer römisch-katholischer Geistlicher und der erste Bischof von Cherson/Tiraspol im Russischen Reich.
Kahn legte am 24. Mai 1810 die Profess bei den Dominikanern ab. Am 19. Dezember 1814 wurde er zum Diakon und am 13. Mai 1815 zum Priester geweiht. Ab 1827 wirkte er in Riga. Am 20. Mai 1850 wurde er zum ersten Bischof von Cherson in Moldau ernannt. Am 10. November desselben Jahres weihte ihn Kazimierz Roch Dmochowski, Erzbischof von Mahiljou, unter Assistenz von Ignacy Hołowiński, Koadjutor von Mahiljou, und Kaspar Jastrzębeic Borowski, Bischof von Luzk und Schytomyr, in St. Katharina in Sankt Petersburg zum Bischof. 1852 wurde der Name des Bistums in Tiraspol geändert. Nach seinem Tod wurde das Bistum aufgrund des Widerstands der russischen Regierung 8 Jahre nicht besetzt. 1872 wurde Franz Xaver von Zottmann sein Nachfolger.